# Сергий (Спасский)
Архиепи́скоп Се́ргий (в миру — Ива́н Алекса́ндрович Спа́сский; 21 января 1830 — 20 ноября 1904) — епископ Русской православной церкви, агиолог.

## Биография
Родился в семье священника, в 1839 году поступил в Макарьевское духовное училище, с 1844 года обучался в Костромской духовной семинарии. После окончания обучения в Киевской духовной академии (1853) был назначен учителем словесности в Костромскую духовную семинарию. 22 мая 1855 года был утверждён в степени магистра богословия (диссертация — «Исследование Библейской хронологии»).
В 1857 году овдовел. 5 июля 1857 года принял монашеский постриг с именем Сергий, 6 июля был рукоположён во иеродиакона, а 13 июля — во иеромонаха. В 1859 году возведён в звание соборного иеромонаха Донского монастыря.
25 сентября 1861 года возведён в сан архимандрита и 30 декабря назначен инспектором и профессором Московской духовной семинарии.
25 октября 1863 года назначен настоятелем Знаменского монастыря.
12 августа 1866 года назначен ректором Вифанской духовной семинарии.
29 октября 1876 года удостоен степени доктора богословия за свой труд «Полный месяцеслов Востока».
28 октября 1880 года назначен настоятелем Андроникова монастыря.
30 мая 1882 года хиротонисан во епископа Ковенского, викария Литовской епархии.
7 июня 1885 года переведён на Могилёвскую кафедру с титулом епископ Могилёвский и Мстиславский.
21 ноября 1892 года назначен архиепископом Владимирским и Суздальским.
6 мая 1900 года награждён бриллиантовым крестом на клобук.
Почётный член Императорского православного палестинского общества.
Скончался 20 ноября 1904 года и был погребён в Успенском кафедральном соборе Владимира.

## Сочинения

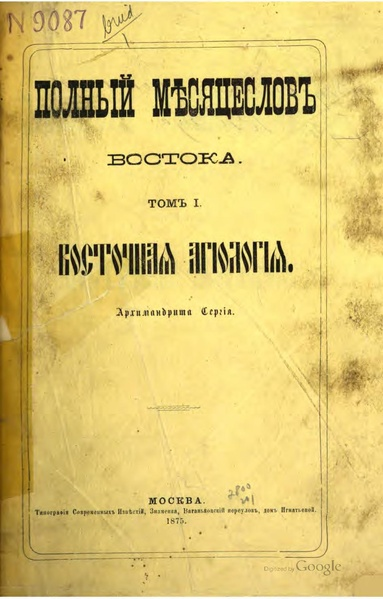
Полный месяцеслов Востока (издание 1875 года)

- Исследование Библейской хронологии.
- Историческое описание Московского Спасо-Андрониевского монастыря (1857 год).
- Историческое описание Московского Знаменского монастыря (1858 год).
- Историческое описание Московского Спасо-Андроникова монастыря Москва : Унив. тип., 1865 год
- Историческое описание Московского Знаменского монастыря, что на старом государевом дворе Москва: Тип. А. И. Мамонтова, 1866
- Несомненная истинность евангельской и апостольской истории (1867 год).
- Полный месяцеслов Востока Том 1. Восточная Агиология. — (Изд. первое) — 1875 год
- Полный месяцеслов Востока Том 1. Восточная Агиология. — (Изд. второе) — 1901 год
- Полный месяцеслов Востока Том 2. Восточная Агиология. — (Изд. первое) — 1876 год
  - архиеп. Сергий (Спасский). Полный месяцеслов Востока / по благ. Святейшего патриарха Московского и Всея Руси Алексия II. — М.: Православная энциклопедия, 1997. — Т. I. Восточная агиология. — XXII, 732 с. — ISBN 5-7302-0515-5.
  - архиеп. Сергий (Спасский). Полный месяцеслов Востока / по благ. Святейшего патриарха Московского и Всея Руси Алексия II. — М.: Православная энциклопедия, 1997. — Т. II. Святой Восток. Ч. 1. — XXX, 398 с. — ISBN 5-7302-0516-3.
  - архиеп. Сергий (Спасский). Полный месяцеслов Востока / по благ. Святейшего патриарха Московского и Всея Руси Алексия II. — М.: Православная энциклопедия, 1997. — Т. III. Святой Восток. Ч. 2-3. — [1], 700 с. — ISBN 5-7302-0517-1.
    - Полный месяцеслов Востока. Том I. Восточная агиология (текст)
    - Полный месяцеслов Востока. Том II. Святой восток (текст)
- Иверская святая и чудотворная икона Богоматери на Афоне и списки её в России (1879 год).
- Лавсаик и история египетских монахов (1882 год).
- Святый и Животворящий Крест Господень (1886 год).
- Православное учение о почитании святых икон и другие соприкосновенные с ними истины православной веры (1887 год). текст
- Святый и животворящий крест господень и православное учение о почитании святых икон и другия соприкосновенныя с ним истины православной веры / Доктора Богословия Сергия, епископа Могилевскаго и Мстиславскаго Санкт-Петербург : Тип. П. П. Сойкина, 1889 год
- Преподобный Михаил Малеин и трёхсотлетие рождения благочестивейшего великого государя царя и великого князя Михаила Феодоровича 12-го июля 1596—1896 г Вязники : типо-лит. С. К. Матренинского, 1896 год
- Русская литература об иконах Пресвятыя Богородицы в XIX веке (1900 год).
- Верный месяцеслов всех русских святых. — М., 1903
- Слово о Владимирской иконе Пресвятой Богородицы // Журнал Московской Патриархии. 1980. — № 8. — С. 33-35.
- Слово в Неделю святых отец шести Вселенских Соборов (к 1300-летию VI Вселенского Собора) // Журнал Московской Патриархии. 1981. — № 7. — С. 36-37.